# Coppa di Serbia (rugby a 15)
La Coppa di Serbia è una competizione ufficiale serba di rugby a 15, organizzata dalla RSS.

## Albo d'oro
| Stagione | Vincitore    | Finalista    |
| -------- | ------------ | ------------ |
| 2007     | Dorćol       | Partizan     |
| 2008     | Partizan     | Stella Rossa |
| 2009     | Rad          | Stella Rossa |
| 2010     | Stella Rossa | Rad          |
| 2011     | Partizan     | Stella Rossa |
| 2012     | Rad          | Stella Rossa |
| 2013     | Rad          | Kruševac     |
| 2014     | Stella Rossa | Rad          |
| 2015     | Partizan     | Stella Rossa |
| 2016     | Stella Rossa | Partizan     |
| 2017     | Rad          | Partizan     |
| 2018     | Rad          | Stella Rossa |
| 2019     | Partizan     | Stella Rossa |
| 2020     | Rad          | Stella Rossa |
| 2021     | Partizan     | Stella Rossa |

## Vittorie per squadra
| Squadra      | Titoli | Anni                               |
| ------------ | ------ | ---------------------------------- |
| Rad          | 6      | 2009, 2012, 2013, 2017, 2018, 2020 |
| Partizan     | 5      | 2008, 2011, 2015, 2019, 2021       |
| Stella Rossa | 3      | 2010, 2014, 2016                   |
| Dorćol       | 1      | 2007                               |